# Rudolf Visconti
Rudolf Visconti (italsky Rodolfo Visconti, 1364? – 3. ledna 1389, hrad San Colombano) byl pán Bergama, Soncina e Ghiara d'Adda z rodu Viscontiů.

## Život
Narodil se jako jeden z mladších synů milánského pána Bernaba Viscontiho a jeho manželky Beatrice, dcery veronského vládce Mastina della Scaly. Od otce získal do držení města Bergama, Soncina e Ghiara d'Adda.
6. května 1385 byl společně s otcem a bratrem svým bratrancem Gianem Galeazzem Viscontim vlákán do léčky. Byli odzbrojeni a uvězněni na hradě San Colombano, ztaímco bratranec převzal vládu nad Milánem. Rudolf se na svobodu již nedostal, zemřel ve vězení.